# Аргамач
Аргама́ч (мар. Аргамасир) — деревня в Медведевском районе Республики Марий Эл. Входит в состав Нурминского сельского поселения.
Расположена в 21,8 км к северо-западу от административного центра Нурминского сельского поселения, села Нурма.
На данный момент в селе нет проживающих, но есть несколько домов.

## История
В 1723 году под этим именем значилось 2 деревни — Большой и Малый Аргамач. В первом было 7 жилых дворов и 35 ревизских душ, во втором соответственно — 2 и 20.
С 1763 года в списках селений фигурирует одна деревня Аргамач. Тогда в ней проживали 49 мужчин и 54 женщины. Крестьяне относились к разряду государственных. Сначала они числились в Мазарской, затем в Дворцовой волости, а в 1839 году создано Аргамачское сельское общество, приписанное к Алёнкинской волости, в которое входили 6 селений. В деревне Аргамач насчитывалось 15 дворов с 31 ревизской душой. В 1877 году Аргамачское сельское общество входило в Арбанскую волость, в самой деревне Аргамач было 20 жилых домов. В 1886 году в деревне жили 78 человек, из них 36 мужчин и 42 женщины. К началу XIX века население увеличилось до 143 человек, к 1917 году — до 181 (100 мужчин и 81 женщина).
В архивных документах наряду с названием селения Аргамач как деревни встречается село. Возможно, село какое-то время существовало отдельно, находилась в нём Никольская церковь. Есть данные, что в 1939 году церковь была закрыта, здание использовалось под клуб. В бывшей церковной сторожке в Аргамаче в 1885 году было открыто земское училище, переименованное затем в начальную школу I ступени. В 1928 году в школе учились 27 человек. В селении имелась изба-читальня, расположенная в крестьянском доме. В деревне находилось Аргамачинское лесничество, трудовая артель по обработке лесных материалов в составе 16 человек.
В 1923 году в деревне проживали 182 человека. Насчитывалось 17 рабочих лошадей, 20 коров, 17 овец. В 1931 году здесь был образован колхоз «Кугу Какшан», в него вошло 26 хозяйств, в которых проживали 118 человек. Имелась ферма крупного рогатого скота. Деревня Аргамач находилась на левом берегу реки Большая Кокшага. Имелась пристань, а при ней пекарня, столовая, ларек. В 1938 году в деревне создан леспромхоз «Кугу Какшан», в котором работали более 400 человек. В 1977 году пристань исключили из учётных данных в связи с фактическим прекращением деятельности. В связи с неудачным местоположением и почти полным отсутствием проездных дорог Аргамач при Советской власти несколько раз менял административное подчинение. В 1940-е годы он входил в Килемарский район, в 1957 году передан в состав Оршанского района (Южинский сельсовет). В 1959 году данная территория перешла в Медведевский район.